# Star Wars: The Clone Wars - Les Héros de la République
Star Wars : The Clone Wars - Les Héros de la République (Star Wars: The Clone Wars - Republic Heroes) est un jeu vidéo d'action et de plates-formes développé par Krome Studios et édité par LucasArts en 2009 sur PS2, PS3, Xbox 360, Wii, Windows, PSP et DS.